# A que no me dejas
A que no me dejas es una telenovela mexicana producida por Carlos Moreno Laguillo para Televisa entre 2015 y 2016 y transmitida por el Canal de las Estrellas. Es la adaptación de la telenovela mexicana Amor en silencio original de Eric Vonn y Liliana Abud y producida por Carla Estrada en 1988. Está adaptada por Martha Carrillo y Cristina García. Es dirigida por Lily Garza y Fernando Nesme. La producción se divide en dos temporadas.
La primera etapa es protagonizada por Camila Sodi y Osvaldo Benavides,  y con las participaciones antagónicas de Arturo Peniche, Alejandra Barros, Laura Carmine y Salvador Zerboni. Cuenta además con las actuaciones estelares de Leticia Calderón, Alfonso Dosal, Cecilia Gabriela y Alfredo Adame.
La segunda etapa es protagonizada por Camila Sodi e Ignacio Casano, y las participaciones antagónicas de Alejandra Barros, Laura Carmine, Salvador Zerboni y Brandon Peniche. Cuenta además  con las actuaciones estelares de Arturo Peniche, Erika Buenfil, César Évora y Cecilia Gabriela.

## Argumento
Una historia en donde a pesar de los obstáculos y las traiciones, el amor logra triunfar, si no en el presente al menos lo hará en el más allá y en las generaciones futuras. Esta es una historia desgarradora donde el poder, la envidia, el egoísmo y el deseo de posesión marcan de manera trágica el amor profundo entre Paulina (Camila Sodi) y Adrián (Osvaldo Benavides), quienes a pesar de ello, logran perpetuar su amor a través de su hija Valentina (Camila Sodi) y de su adorado Mauricio (Ignacio Casano). Este melodrama está dividido en dos etapas, en cada una de ellas se cuentan los obstáculos para que el amor, primero de Paulina y Adrián y más tarde de Valentina y Mauricio, triunfe.

### Primera etapa
La historia inicia en 1992 con Paulina y Adrián declarándose su amor y dispuestos a ir en contra de sus familias con tal de ser felices. Paulina es hija de Gonzalo Murat (Arturo Peniche), un rico empresario hotelero que no acepta su noviazgo por considerar que Adrián no está a la altura social que ellos tienen. No obstante, Paulina está realmente enamorada y esto no le importa.
Por otro lado, Julieta (Alejandra Barros) la hermana de Adrián, está obsesionada con él y bajo su punto de vista ninguna mujer es suficiente, pero sobre todo, siente un odio especial hacia Paulina. En el momento en que Adrián está pidiendo de manera sorpresiva la mano de su amada, Julieta lo interrumpe para decir que jamás permitirá que se case con la hija del asesino de su padre. En ese momento todos tachan de loca a Julieta, ya que el padre de Adrián  murió de un infarto, pero ella asegura que este fue producto de la presión que sintió su padre cuando Gonzalo le hizo perder toda su fortuna.
Este hecho provoca que la relación entre Paulina y Adrián se vea en peligro así como su futura boda. Lo cierto es que Julieta tiene razón, Gonzalo en el pasado defraudó a su padre, pero jamás lo reconocerá ya que hoy goza de prestigio y de la imagen de un hombre intachable por lo que, al ver amenazada su credibilidad, hace hasta lo imposible por separar a la pareja.

### Segunda etapa
Han pasado 17 años… Mauricio y Valentina han crecido todo este tiempo separados, pero comunicándose continuamente. Valentina vive en Los Ángeles, junto con Fernanda (Ela Velden), su entrañable amiga. Y Mauricio vive en Cancún, junto a sus abuelos Gonzalo y Raquel (Cecilia Gabriela).
Mauricio ha estado enamorado de Valentina desde siempre, por lo que hará todo lo posible por protegerla y cuidarla. Y es tan fuerte este sentimiento que decide desahogarlo en la soledad de su cuarto mediante escritos: poemas y pensamientos en los que vuelca ese gran amor que ha mantenido en silencio.
El romance está muy presente en esta historia... Pero también la maldad encarnada en Nuria (Laura Carmine), quien resentida y llena de frustración, hará lo que esté en su poder para quedarse con la fortuna de su padre y destruir a su sobrina. Además, Leonel (Salvador Zerboni) regresa como un gran empresario hotelero para vengarse de Gonzalo. Y por supuesto está presente la villanísima Julieta, quien está decidida a repetir la misma historia y terminar con la vida de Valentina y Mauricio, como lo hizo en el pasado con Paulina y Adrián.

## Reparto

### Primera etapa
- Camila Sodi - Paulina Murat Urrutia[4]
- Osvaldo Benavides - Adrián Olmedo Rodríguez
- Leticia Calderón - Inés Urrutia de Murat[5]
- Arturo Peniche - Gonzalo Murat Cervantes[5][6]
- Alfredo Adame -  Alfonso Fonseca Cortés[7]
- Cecilia Gabriela[8] - Raquel Herrera de Fonseca
- Alejandra Barros - Julieta Olmedo Rodríguez de Córdova
- Laura Carmine - Nuria Murat Urrutia[9]
- Lisset - Mónica Greepe Villar[6]
- Alfonso Dosal - Camilo Fonseca Herrera[10]
- Odiseo Bichir - Edgar Almonte Ezquerro
- Socorro Bonilla - Micaela "Mica" López
- Moisés Arizmendi - Jaime Córdova
- Salvador Zerboni - Leonel Madrigal
- Luis Fernando Peña - Beto López
- Gabriela Zamora - Consuelo "Chelo" Pérez
- Florencia de Saracho - Karen Rangel
- Ernesto D'Alessio - Darío Córdova
- Maribé Lancioni - Elisa Villar Vda. de Greepe
- Adanely Núñez - Gisela Santos
- Eva Cedeño - Odette Córdova
- Juan Colucho - Dr. Gastón Mijares
- Jonnathan Kuri - Flavio Maccari
- Diego Escalona - Mauricio "Mau" Almonte / Mauricio "Mau" Fonseca Murat (6-8 años)
- Fede Porras - René Murat Greepe / René Greepe (10-12 años)
- Santiago Emiliano - Alan Murat Greepe / Alan Greepe
- Adrián Escalona - Mauricio "Mau" Fonseca Murat (12 años)
- Alejandro Cervantes - René Greepe (16 años)
- Paola Real - Valentina Olmedo Murat
- Romina Martínez - Fernanda Ricart Medina / Luciana
- Abril Onyl - Olga
- Sergio Zaldívar - Julio
- Estrella Martín - Triana
- Tania Riquenes - Débora Moreira
- Sara Nieto - Remedios
- Sergio Jurado - Licenciado
- Marcus Ornellas - Ariel
- Germán Gutiérrez - Arturo
- Fernando Orozco - Joel
- Amparo Garrido - Malena Villar
- Pablo Cruz Guerrero - Gabriel
- Estefanía Romero - Acacia Murillo
- Roberto Ruy - Rutilio
- Ricardo Barona - Joaquín Olmedo

### Segunda etapa
- Camila Sodi - Valentina Olmedo Murat
- Ignacio Casano - Mauricio "Mau" Fonseca Murat
- Arturo Peniche - Gonzalo Murat Cervantes
- Erika Buenfil - Angélica Medina
- César Évora - Osvaldo Terán
- Cecilia Gabriela - Raquel Herrera Vda. de Fonseca
- Alejandra Barros - Julieta Olmedo Rodríguez
- Laura Carmine - Nuria Murat Urrutia
- Lisset - Mónica Greepe Villar
- Socorro Bonilla - Micaela "Mica" López
- Moisés Arizmendi - Jaime Córdova
- Salvador Zerboni - Leonel Madrigal
- Luis Fernando Peña - Beto López
- Gabriela Zamora - Consuelo "Chelo" Pérez de López
- Florencia de Saracho - Karen Rangel
- Martha Julia - Ileana Olvera
- Maya Mishalska - Maite Alvarado
- Brandon Peniche - René Greepe / Eugenio Sandoval
- Juan Pablo Gil - Alan Greepe
- Ela Velden - Fernanda Ricart Medina
- David Ostrosky - Clemente Ricart
- Lenny de la Rosa - Alexis Zavala
- Adriano Zendejas - Tobías López Pérez
- Jade Fraser - Carolina Olvera
- Jorge Gallegos - Félix
- Adanely Núñez - Gisela Santos de Córdova
- Maricruz Nájera - Silvia Larios
- Jaime de Lara - Fabrizio Córdova Santos
- Natalia Ortega - Adriana Olmedo
- Daniela Cordero - Almudena Zavala
- Juan Colucho - Dr. Gastón Mijares
- Tania Riquenes - Débora Moreira
- Sergio Jurado - Teniente
- Estrella Martín - Triana
- Marcela Páez - Soledad
- Paola Real - Inés Fonseca Olmedo
- Diego Escalona - Camilo Fonseca Olmedo
- Adrián Escalona - Alfonso Fonseca Olmedo
- Alejandro Sanz - Él mismo

## Premios y nominaciones

### Presea Luminaria de Oro 2015
- Reconocimiento por Desempeño a A que no me dejas.[11]

### Premios TvyNovelas 2016
| Categoría                  | Persona                                     | Resultado |
| -------------------------- | ------------------------------------------- | --------- |
| Mejor telenovela           | Carlos Moreno Laguillo                      | Nominado  |
| Mejor actor protagónico    | Osvaldo Benavides                           | Nominado  |
| Mejor villana              | Laura Carmine                               | Ganadora  |
| Mejor actor juvenil        | Alfonso Dosal                               | Nominado  |
| Mejor primera actriz       | Leticia Calderón                            | Ganadora  |
| Mejor primer actor         | Arturo Peniche                              | Ganador   |
| Mejor actriz coestelar     | Cecilia Gabriela                            | Nominada  |
| Mejor actor revelación     | Ignacio Casano                              | Nominado  |
| Mejor director de escena   | Lily Garza Fernando Nesme                   | Ganadores |
| Mejor tema musical         | A Que No Me Dejas - Alejandro Sanz          | Ganador   |
| Mejor reparto              | Carlos Moreno Laguillo                      | Nominado  |
| Mejor guion adaptación     | Martha Carrillo Cristina García             | Ganadoras |
| Mejor dirección de cámaras | Alejandro Frutos Maza Jorge Amaya Rodríguez | Ganadores |

## Versiones
- Amor en silencio producida por Carla Estrada para Televisa en el 1988 y protagonizada por Erika Buenfil y Arturo Peniche en la primera parte, y Erika Buenfil y Omar Fierro en la segunda, con las participaciones antagónicas de Margarita Sanz, Elvira Monsell y el primer actor Joaquín Cordero.
- La productora TV Azteca realizó en 1999 una versión de esta telenovela titulada Háblame de amor, producida por Luis Vélez y Rossana Arau y protagonizada por Danna García y Bruno Bichir en la primera parte y Danna García y Mauricio Ochmann en la segunda, con las participaciones antagónicas de Alma Delfina, Patricia Pereyra y José Alonso.